# Karl Renneberg
Karl Heinz Renneberg (født 29. januar 1927 i Gelsenkirchen, død 21. oktober 1999 i Herne) var en tysk roer og olympisk guldvinder.
Renneberg var sammen med Heinz Eichholz tyske mester i toer uden styrmand i 1951 og 1952 og deltog i OL 1952 i Helsinki, hvor de blev nummer tre i det indledende heat; de kunne ikke stille op i opsamlingsheatet, fordi Eichholz var blevet ramt af nældefeber. De blev nummer to ved det tyske mesterskab i 1953.
Sin største præstation opnåede Renneberg i toer med styrmand, hvor han deltog i OL 1960 i Rom sammen med Bernhard Knubel og styrmand Klaus Zerta. De vandt først deres indledende heat i bedste tid af alle, hvorpå de gentog bedriften i finalen, mens Sovjetunionen var mere end et sekund efter på andenpladsen, og USA blev nummer tre.
Renneberg var maskinmontør af profession.

## OL-medaljer
- 1960:  Guld i toer med styrmand